# 保达尔
保达尔，是匈牙利佐洛州所辖的一个村，总面积10.69平方公里，总人口129，人口密度12.1人/平方公里（2010年1月1日）。